# Invincible Shield
Invincible Shield ist das 19. Studioalbum von Judas Priest. Es erschien 2024 bei Epic Records und wird dem Genre Heavy Metal zugerechnet.

## Hintergrund
Aufgrund der Corona-Pandemie und damit einhergehenden Beschränkungen des Lockdowns war es der Band nicht möglich, das Album gemeinsam in einem Tonstudio aufzunehmen. Nach dem Lockdown ging die Band direkt auf ihre Jubiläumstournee zu ihrem 50-jährigen Bestehen, was wieder keine Möglichkeit für eine gemeinsame Aufnahme zuließ. Stattdessen haben die Bandmitglieder ihre Stücke individuell aufgenommen. Scott Travis und Richie Faulkner in Nashville, Rob Halford in seinem zuhause in Phoenix und Ian Hill nahm den Bass zwischen den Konzerten auf der 50 Heavy Metal Years World Tour der Band auf. Dabei wurde immer nur ein Song am Tag aufgenommen. Ian Hill bewertete dieses Vorgehen positiv, durch den fehlenden zeitlichen Druck eines Studios („The pressure was off. In the studio you've got five or six sets of eyes on the back of your head, like, 'Hurry up. It's my turn now.'“). So bliebe mehr Zeit, einzelne Teile zu überarbeiten und abzurunden.
Die Veröffentlichung des Albums gab die Band vor 200.000 Zuschauern auf dem Power Trip Festival in Californien am 7. Oktober 2023 bekannt. Die erste Singleauskopplung Panic Attack erschien eine Woche später.
Im April beginnen Judas Priest mit einer Welttournee um Invincible Shield zu promoten.

## Stil
Musikalisch beschreibt die Band den Stil des Albums als progressiver und komplexer, als die vorhergehenden Alben. Invincible Shield orientiere sich mehr am frühen Stil der 70er der Band mit Songstrukturen, die von Liedern wie Sinner oder Victim of Changes dieser Ära inspiriert sind. Songs wie Panic Attack oder Trial by Fire weisen zudem ungerade Takte auf und unterscheiden sich somit vom klassischen 4⁄4-Takt, mit dem die Band in den 80ern bekannt geworden ist. Trotz dieser komplexeren Songstrukturen ist Invincible Shield nicht dem Progressive Metal zuzuordnen, sondern bleibt ein klassisches Heavy-Metal-Album.

## Titelliste
Alle Songs wurden von Glenn Tipton, Rob Halford und Richie Faulkner geschrieben außer The Lodger.
| Nr.          | Titel                    | Länge |
| ------------ | ------------------------ | ----- |
| 1.           | Panic Attack             | 5:25  |
| 2.           | The Serpent and the King | 4.19  |
| 3.           | Invincible Shield        | 6:21  |
| 4.           | Devil in Disguise        | 4:46  |
| 5.           | Gates of Hell            | 4:38  |
| 6.           | Crown of Horns           | 5:45  |
| 7.           | As God Is My Witness     | 4:36  |
| 8.           | Trial by Fire            | 4:21  |
| 9.           | Escape from Reality      | 4:24  |
| 10.          | Sons of Thunder          | 2:58  |
| 11.          | Giants in the Sky        | 5:03  |
| Gesamtlänge: | Gesamtlänge:             | 52:36 |

| Nr.          | Titel                                          | Länge |
| ------------ | ---------------------------------------------- | ----- |
| 12.          | Fight of Your Life                             | 4:19  |
| 13.          | Vicious Circle                                 | 3:01  |
| 14.          | The Lodger* (geschrieben von Bob Halligan Jr.) | 3:52  |
| Gesamtlänge: | Gesamtlänge:                                   | 63:48 |

- The Lodger wurde von Bob Halligan Jr. geschrieben
- Sons of Thunder und Giants in the Sky wurden von Tom Allom koproduziert.

## Rezensionen
Invincible Shield erhielt durchweg positive Kritiken und wurde als weitere Steigerung zum bereits erfolgreichen Vorgänger Firepower gewertet. Judas Priest klinge, vor allem im Vergleich zu anderen alten Metalbands wie Iron Maiden oder Metallica, noch immer frisch und unbeschwert. Das Album bringe zwar keine großartigen Innovationen mit sich, habe jedoch trotzdem seine eigene Identität und Daseinsberechtigung. Sebastian Kessler von Metal Hammer schrieb: „Judas Priest (...) stehen im 55. Karrierejahr aufrecht, stark und unbesiegbar.“
Sam Law von Kerrang schreibt, dass „[Judas Priest] ihrem Geschäft immer noch mit der unersättlichen Energie von Künstlern nachgehen, die noch etwas zu beweisen haben.“. Judas Priest sei mit Invincible Shield auf dem Höhepunkt ihres Schaffens.
Allgemein wurde die moderne Produktion von Andy Sneap und die Leistung von Frontsänger Rob Halford gelobt, der noch immer großartig klinge und die hohen Töne noch so, wie in jungen Jahren treffe. Dabei sei das Album noch heftiger als der Vorgänger Firepower. Dom Lawson von Blabbermouth schreibt: „PRIEST are a heroically badass killing machine all over again.“

## Chartplatzierungen
| ChartsChartplatzierungen       | Höchstplatzierung | Wochen |
| ------------------------------ | ----------------- | ------ |
| Deutschland (GfK)              | 1 (12 Wo.)        | 12     |
| Österreich (Ö3)                | 1 (9 Wo.)         | 9      |
| Schweiz (IFPI)                 | 1 (8 Wo.)         | 8      |
| Vereinigte Staaten (Billboard) | 18 (1 Wo.)        | 1      |
| Vereinigtes Königreich (OCC)   | 2 (2 Wo.)         | 2      |

| ChartsJahrescharts (2024) | Platzierung |
| ------------------------- | ----------- |
| Deutschland (GfK)         | 33          |
| Österreich (Ö3)           | 51          |
| Schweiz (IFPI)            | 50          |